# Lingua creola giamaicana
La lingua creola giamaicana, o patois giamaicano, è una lingua creola basata sull'inglese parlato in Giamaica, Costa Rica e Panama.

## Distribuzione geografica
Secondo Ethnologue, il creolo giamaicano è parlato complessivamente da 3 milioni di persone. La maggior parte dei locutori si trova in Giamaica, dove nel 2001 risultava parlato da 2,67 milioni di persone. L'idioma è attestato anche in altri paesi, tra cui Panamá (268.000 locutori stimati nel 2000) e Costa Rica (55.100 nel 1986), dove è stato introdotto già dal XIX secolo da immigrati giamaicani.
Non va confuso con l'inglese giamaicano, e neppure con la variante dell'inglese adottata dal movimento rastafariano.
Il patois, patwa in Giamaica, utilizza una base grammaticale inglese, ma con parole ed espressioni proprie ed un accento peculiare.

### Esempi pratici[3]: (patwah-inglese-italiano)
- Yuh = You = Tu
- Muss = Must = Dovere
- Breddah = Brother = Fratello
- Wah Gwaan? = what's going on? = Che succede? (usato come saluto unico, come se fosse un semplice "ciao, come stai?")
Il patwa Giamaicano ad esempio utilizza una base grammaticale inglese, ma con slang proprio.
Il patwa ha un accento particolare ed unico, per esempio una regola fonetica pone che le parole che in inglese finiscono per "tion", per esempio Confrontation si pronuncino "confrontatian" (oltre ad essere scritte diversamente), dove la O viene sostituita dalla A. E le parole che finiscono per "own" come town o down vengono pronunciate con la o al posto della classica pronuncia con la a
Moltissime parole in lingua inglese che finiscono in -er, come ad esempio "better", subiscono una trasformazione fonetica che conclude la parola in -a, ad esempio "betta" (fatto riscontrabile anche nello slang afro-americano). Le doppie T si trasformano in doppie K, little diventa likkle, o bottle diventa bakkle.